# Gaudete

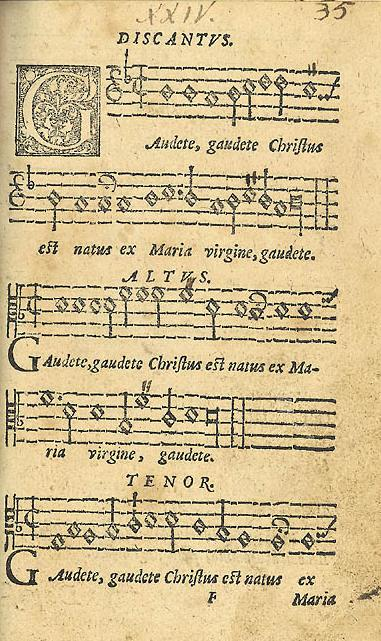
Erste Seite von Gaudete in der Originalversion der Piae Cantiones

Gaudete (Freut euch!) bzw. Gaudete, Christus est natus (Freut euch, Christus ist geboren) ist ein aus dem 16. Jahrhundert überliefertes Weihnachtslied. Es besingt die Menschwerdung Gottes in Jesus Christus. Es ist in der 1582 in Greifswald veröffentlichten finnisch-schwedischen Liedersammlung Piae Cantiones enthalten. 

## Text
| Latein                                                                         | Deutsch |
| ------------------------------------------------------------------------------ | --- |
| Gaudete, gaudete! Christus est natus ex Maria virgine, gaudete!                | Freut euch, freut euch! Christus ist geboren von der Jungfrau Maria, freut euch!                                         |
| Tempus adest gratiae Hoc quod optabamus, Carmina laetitiae Devote reddamus.    | Die Zeit der Gnade ist gekommen, was wir uns gewünscht haben; demütig wollen wir Lieder der Freude singen.               |
| Deus homo factus est Natura mirante, Mundus renovatus est A Christo regnante.  | Gott ist Mensch geworden, während sich die Natur wundert; die Welt ist erneuert worden, indem Christus regiert.          |
| Ezechielis porta Clausa pertransitur, Unde lux est orta Salus invenitur.       | Die geschlossene Tür des Hesekiel ist durchschritten worden; woher das Licht geboren wurde, daher ist das Heil gekommen. |
| Ergo nostra concio Psallat iam in lustro; Benedicat Domino: Salus Regi nostro. | Daher soll unsre Gemeinde schon auf Erden Preislieder singen, unseren Herrn preisen; Heil unserem König!                 |

## Interpretationen
Die Interpretationen des Lieds reichen von der Mittelaltermusik über klassische Chor- und Instrumentalmusik bis in die Popmusik. Die britische Folkrock-Band Steeleye Span hatte mit einer A-cappella-Version 1972 einen Charthit. Die Synthiepopband Erasure veröffentlichte das Lied 2013 als Single. Weiterhin veröffentlichte die Band Saltatio Mortis das Lied 2015 als Bonustrack zu ihrem Album Zirkus Zeitgeist.